# Erik de Vogel
Erik de Vogel (Haarlem, 2 mei 1961) is een Nederlands acteur die voornamelijk bekend is door zijn rol als Ludo Sanders in de RTL-soap Goede tijden, slechte tijden.

## Biografie
Na de middelbare school volgt De Vogel de Toneelschool van Amsterdam, waar hij in 1986 afstudeert. Tijdens deze studie richt hij samen met collega's Geert Lageveen en Finn Poncin de muziektheatergroep Illyrië op. Hiermee toert hij vier jaar lang rond. Hij speelt in voorstellingen zoals Broken Dreams. In 1989 sluit De Vogel zich aan bij het Openluchttheater van Amsterdam en speelt daar in vele voorstellingen, waaronder De Kersentuin, De Getemde Feeks en King Lear. In het seizoen 1994/1995 speelt De Vogel een rol in Troïlus en Cressida van Het Nationale Toneel (regie: Johan Doesburg).
In 1991 vervult hij een gastrol in 12 steden, 13 ongelukken en een jaar later is hij te zien in de Veronica-komedie In de Vlaamsche pot. In 1994 wordt De Vogel gevraagd om Frits Lambrechts op te volgen als Hoofdpiet bij de intocht van Sinterklaas. Vanwege deze rol wordt hij ook bij diverse televisieprogramma's rondom het sinterklaasfeest betrokken. Na een kleine rol in Flodder 3 wordt hem eind 1995 de rol van Ludo Sanders aangeboden in de soapserie Goede tijden, slechte tijden. Oorspronkelijk zou hij voor een jaar te zien zijn, maar het personage is zo'n succes dat het contract herhaaldelijk wordt vernieuwd. Vanwege zijn landelijke bekendheid als Ludo Sanders draagt De Vogel na 1997 zijn rol als Hoofdpiet over aan Erik van Muiswinkel.
Op de set van Goede tijden, slechte tijden leert De Vogel zijn levenspartner Caroline De Bruijn kennen. Volgens De Bruijn speelt daarbij het nummer At Last van Etta James een grote rol toen zij samen in het vliegtuig zaten op hun eerste vakantie. De acteur besluit te scheiden van zijn vorige vrouw, met wie hij een dochter en een zoon heeft. Hij krijgt samen met De Bruijn op 29 juli 2000 een tweede dochter. Naast hun werkzaamheden bij Goede tijden, slechte tijden presenteerde het koppel voor RTL 4 het reisprogramma Romancing the Globe.
In de zomer van 2006 lijkt het erop dat De Vogel vertrekt bij de soap, omdat zijn personage na een schietpartij komt te overlijden. Een aantal maanden later blijkt dat het personage zijn eigen dood in scène heeft gezet om zo genoeg tijd te hebben om de schutter te vinden.

## Filmografie

### Film
- Maya (televisiefilm, 1982) - Lid van sekte
- Ornithopter (1985) - Reinier
- The Deadly Sin (1989) - Politieman
- Lost in Amsterdam (1989) - Orlando da Silva
- Flodder 3 - Daniël, zoon van verloofde ('zwerver') (1995)
- Pepernoten voor Sinterklaas (televisiefilm, 1995) - Hoofdpiet
- Goede tijden, slechte tijden: De reünie (televisiefilm, 1998) - Ludo Sanders
- Deuce Bigalow: European Gigolo - Agent die T.J. een vuurtje geeft voor zijn joint (2005)
- Opruiming (2005)
- Nachtwacht: Het duistere hart - Volac (2019)
- De brief voor Sinterklaas - Erik (2019)

### Televisieseries
- 12 steden, 13 ongelukken - Collega Gerrit (afl. Oss "Kaartenhuis", 1991)
- In de Vlaamsche pot - Als datepartner voor Lucien (afl. Groot geschapen, 1992)
- Bureau Kruislaan (1993) - Instructeur (afl. De uitspraak)
- De laatste carrière (1994) - Rol onbekend
- Westzijde Posse (1996) - Rechercheur (afl. Tweestrijd)
- Goede tijden, slechte tijden (1996-heden) - Ludo Sanders
- Baantjer - Nico Vriend (afl. De Cock en de moord op de windhaan, 1996)
- Het imperium (2013) - Dokter Romeyn (afl. 3)
- De TV Kantine (2018-heden) - o.a. Frank Jansen en Walter Vermeer
- Een moord kost nog meer levens (2023-heden) inspecteur kramer

### Overig
- Landelijke intocht van Sinterklaas (NPS, 1994-1997) - Hoofdpiet
- Telekids (I Love Sint) (1996) - Hoofdpiet
- Sinterklaas in Sesamstraat (NPS, 1994-1997) - Hoofdpiet
- Telekids (Lang leve Sinterklaas) (1997) - Hoofdpiet
- Villa Achterwerk (Sintspecial) (1997) - Hoofdpiet
- Biografie Erik de Vogel (2005)

## Nominatie
- In 2017 werd in het programma Zondag met Lubach meerdere malen opgeroepen om voor De Vogel te stemmen bij de Zilveren Televizier-Ster verkiezing voor zijn rol in Goede tijden, slechte tijden. Op 27 september 2017 werd bekend dat die acties succes hadden, hij werd een van de drie genomineerde acteurs.